# Armin Rhomberg
Armin Rhomberg (* 5. März 1901 in Dubuque, Iowa; † 25. August 1985 in Götzis) war ein österreichischer Politiker (ÖVP). Er war von 1945 bis 1959 Abgeordneter zum Vorarlberger Landtag.

## Ausbildung und Beruf
Rhomberg besuchte die Volksschule in Dubuque und absolvierte das Gymnasium Stella Matutina in Feldkirch, nachdem er mit seiner Familie 1911 wieder aus den USA zurückgekehrt war. Er wechselte in der Folge an das Gymnasium Bregenz und legte dort die Matura ab. Danach studierte er ab 1919 an der Betriebswirtschaftlichen Fakultät der Technischen Hochschule München und schloss sein Studium 1923 mit dem akademischen Grad Diplomkaufmann ab. Er setzte sein Doktorstudium an der Universität Wien fort und promovierte 1925 zum Dr. rer. soc. oec.
Beruflich war Rhomberg zwischen 1925 und 1932 als Angestellter der Wiener Automobilfabrik AG in Wien beschäftigt. Er wurde 1933 Filialdirektor einer Versicherungsgesellschaft in Wien und wechselte 1936 zur Semperit AG Wien. 1938 übersiedelte er nach Köln, wo er bis Herbst 1940 für die örtliche Semperit-Niederlassung tätig war. Danach war er von November 1940 bis 1945 Wirtschaftsreferent beim Oberpräsidenten der Rheinprovinz in Essen. Nach dem Zweiten Weltkrieg arbeitete Rhomberg als Prokurist der Lederwarenerzeugung Konrad Hug in Götzis, danach war er vom 1. Juli 1946 bis zum 30. Juni 1958 Geschäftsführer der Sektion Handel der Vorarlberger Handelskammer. Er ging 1960 in Pension. 

## Politik und Funktionen
Rhomberg engagierte sich bereits als Obmann des Österreichischen Bundes christlicher Mittelschüler der Landesgruppe Vorarlberg und war Mitglied der CV-Verbindungen Aenania München, Trifels München und Marco-Danubia Wien. Zum 1. Juli 1932 trat er der NSDAP bei (Mitgliedsnummer 1.206.029), allerdings schon im Dezember wieder aus. Er gehörte von 1934 bis 1938 der Vaterländischen Front und den Ostmärkischen Sturmscharen an und wurde 1938 Parteianwärter auf eine erneute NSDAP-Mitgliedschaft. In einem Erhebungsbogen wurde Rhomberg 1939 als Mitglied der NSDAP bezeichnet, der "immer sehr nationalsozialistisch eingestellt" gewesen sei, allerdings war es tatsächlich nicht zu einer erneuten Aufnahme gekommen. 1945 trat er der neugegründeten Österreichischen Volkspartei bei. Er hatte vom 5. Mai 1945 bis Juli 1946 das Amt des Bürgermeisters von Götzis inne und vertrat die ÖVP als Abgeordneter des Wahlbezirkes Feldkirch zwischen dem 11. Dezember 1945 und dem 28. Oktober 1959 im Vorarlberger Landtag. Er war von 1949 bis 1959 Klubobmann der ÖVP-Landtagsfraktion und war während seiner Zugehörigkeit zum Landtag Mitglied im Volkswirtschaftlichen Ausschuss bzw. Finanzausschuss, Mitglied im Rechtsausschuss und zeitweise Mitglied im Sozialpolitischen Ausschuss.
Innerparteilich war er von 1949 bis 1959 als Mitglied der Landesparteileitung der ÖVP Vorarlberg aktiv, war von 1950 bis 1959 Mitglied des Landesparteirates der ÖVP Vorarlberg und von 1949 bis 1959 Mitglied des Landesparteipräsidiums der ÖVP Vorarlberg. Er engagierte sich unter anderem als Obmann in der Ortsgruppe Götzis des Österreichischen Wirtschaftsbundes und war Ortsparteiobmann der ÖVP Götzis. Im Wirtschaftsbund war er zudem Mitglied der Bezirksleitung und Mitglied der Landesleitung.
Rhomberg war Obmann der Spar- und Darlehenskasse Götzis, Mitglied des Zollbeirates in Wien, Beisitzer des Schiedsgerichtes der gewerblichen Sozialversicherung in Wien und Mitglied des Fachausschusses Chemie in Wien.

## Privates
Rhomberg war der Sohn des Brauereiunternehmers Johann Alfons Rhomberg (1872–1951) und dessen Gattin Gebhardine, geborene Kopf (* 1876). Er heiratete 1925 Paula Gräf (1907–1963) und wurde Vater von zwei Töchtern, die 1926 bzw. 1928 geboren wurden. In zweiter Ehe war Rhomberg mit Maria Isenberg aus Worms († 1997) verheiratet. 

## Auszeichnungen
- Julius-Raab-Ehrenmedaille (1961)
- Silbernes Ehrenzeichen des Landes Vorarlberg (1975)